# Torneo de las Seis Naciones 2009

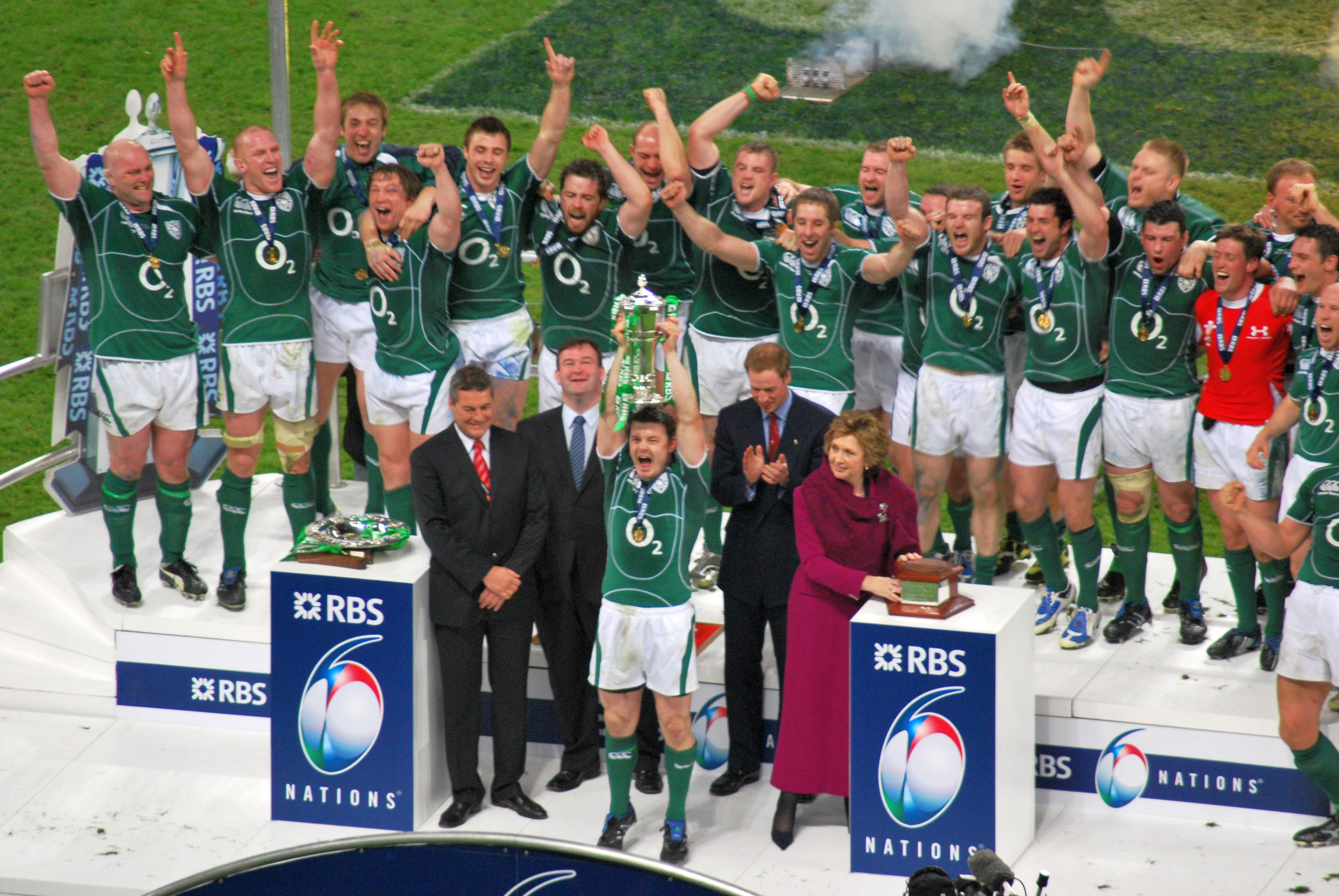
Irlanda gana el Campeonato de las Seis Naciones de 2009, Millennium Stadium, Cardiff, Gales.

El Torneo de las Seis Naciones 2009, conocido como 2009 RBS 6 Nations por el patrocinio del Royal Bank of Scotland, fue la edición del año 2009 del Torneo de las Seis Nacionesde Rugby. Incluyendo los torneos precedentes Home Nations y el Torneo de las Cinco Naciones, esta fue la edición 115.ª del torneo entre las mejores selecciones del Hemisferio Norte. En el torneo participaron Inglaterra, Francia, Irlanda, Italia, Escocia y Gales. El torneo comenzó el 7 de febrero de 2009, con Inglaterra jugando como local ante Italia. El equipo campeón del 2009 fue Irlanda, quien obtuvo el segundo Grand Slam de su historia, logro que no conseguía desde 1948, además de su décima Triple Corona, al derrotar a Inglaterra, Gales y Escocia en este torneo.

## Participantes
Los equipos participantes son:
| Selección  | Estadio            | Ciudad    | Entrenador      | Capitán          |
| ---------- | ------------------ | --------- | --------------- | ---------------- |
| Inglaterra | Twickenham         | Londres   | Martin Johnson  | Steve Borthwick  |
| Francia    | Stade de France    | París     | Marc Lièvremont | Lionel Nallet    |
| Irlanda    | Croke Park         | Dublín    | Declan Kidney   | Brian O'Driscoll |
| Italia     | Stadio Flaminio    | Roma      | Nick Mallett    | Sergio Parisse   |
| Escocia    | Murrayfield        | Edimburgo | Frank Hadden    | Mike Blair       |
| Gales      | Millennium Stadium | Cardiff   | Warren Gatland  | Ryan Jones       |

## Tabla
| Posición | Equipo     | Juegos  | Juegos | Juegos | Juegos | Puntos  | Puntos    | Puntos | Puntos  | Tabla de puntos |
| Posición | Equipo     | Jugados | Gan.   | Emp.   | Per.   | A Favor | En Contra | Dif.   | Ensayos | Tabla de puntos |
| -------- | ---------- | ------- | ------ | ------ | ------ | ------- | --------- | ------ | ------- | --------------- |
| 1        | Irlanda    | 5       | 5      | 0      | 0      | 121     | 73        | +48    | 10      | 10              |
| 2        | Inglaterra | 5       | 3      | 0      | 2      | 124     | 70        | +54    | 16      | 6               |
| 3        | Francia    | 5       | 3      | 0      | 2      | 124     | 101       | +23    | 14      | 6               |
| 4        | Gales      | 5       | 3      | 0      | 2      | 100     | 81        | +19    | 8       | 6               |
| 5        | Escocia    | 5       | 1      | 0      | 4      | 79      | 102       | −23    | 4       | 2               |
| 6        | Italia     | 5       | 0      | 0      | 5      | 49      | 170       | −121   | 2       | 0               |

## Jornadas
El cronograma de las jornadas del Torneo fue anunciado el 17 de abril de 2008. El partido Francia vs Gales del 27 de febrero fue el primer partido en la historia del Torneo que se jugó un viernes a la noche, incluyendo los formatos Cinco y Seis Naciones.

### 1.ª Jornada
| 7 de febrero de 2009, 15:00 GMT | Inglaterra | 36-11 | Italia | Twickenham, Londres,      |  |
|                                 |            |       |        | Árbitro(s): Mark Lawrence |  |

| 7 de febrero de 2009, 17:00 GMT | Irlanda | 30-21 | Francia | Croke Park, Dublín,     |  |
|                                 |         |       |         | Árbitro(s): Nigel Owens |  |

| 8 de febrero de 2009, 15:00 GMT | Escocia                                                                   | 13-26 | Gales | Murrayfield, Edimburgo,   |                           |
|                                 | Ensayos: Max Evans 69' c Con: Paterson (1/1) Pen: Paterson (2/2) 32', 51' |       | Ensayos: Shanklin 22' m A. W. Jones 29' m Halfpenny 41' m S. Williams 58' m Pen: Stephen Jones (2/3) 13', 40+1' | Árbitro(s): Alain Rolland | Árbitro(s): Alain Rolland |

- Artículos en Wikinoticias: Se cumplió la primera jornada del torneo de rugby Seis Naciones 2009

### 2.ª Jornada
| 14 de febrero de 2009, 15:00 GMT | Francia | 22-13 | Escocia | Stade de France, París,   |  |
|                                  |         |       |         | Árbitro(s): George Clancy |  |

| 14 de febrero de 2009, 17:30 GMT | Gales | 23-15 | Inglaterra | Millennium estadio, Cardiff, |  |
|                                  |       |       |            | Árbitro(s): Jonathan Kaplan  |  |

| 15 de febrero de 2009, 14:30 GMT | Italia | 9-38 | Irlanda | Stadio Flaminio, Roma,  |  |
|                                  |        |      |         | Árbitro(s): Chris White |  |

- Artículos en Wikinoticias: Se cumplió la segunda jornada del torneo de rugby Seis Naciones 2009

### 3.ª Jornada
| 27 de febrero de 2009, 20:00 GMT | Francia | 21-16 | Gales | Stade de France, París,   |  |
|                                  |         |       |       | Árbitro(s): Mark Lawrence |  |

| 28 de febrero de 2009, 15:00 GMT | Escocia | 26-6 | Italia | Murrayfield, Edimburgo, |  |
|                                  |         |      |        | Árbitro(s): Nigel Owens |  |

| 28 de febrero de 2009, 17:30 GMT | Irlanda | 14-13 | Inglaterra | Croke Park, Dublín,       |  |
|                                  |         |       |            | Árbitro(s): Craig Joubert |  |

- Artículos en Wikinoticias: Se cumplió la tercera jornada del torneo de rugby Seis Naciones 2009

### 4.ª Jornada
| 14 de marzo de 2009, 15:00 GMT | Italia | 15-20 | Gales | Stadio Flaminio, Roma, |  |
|                                |        |       |       | Árbitro(s): Alan Lewis |  |

| 14 de marzo de 2009, 17:00 GMT | Escocia | 15-22 | Irlanda | Murrayfield, Edimburgo,     |  |
|                                |         |       |         | Árbitro(s): Jonathan Kaplan |  |

| 15 de marzo de 2009, 15:00 GMT | Inglaterra | 34-10 | Francia | Twickenham, Londres,         |  |
|                                |            |       |         | Árbitro(s): Stuart Dickinson |  |

- Artículos en Wikinoticias: Se cumplió la cuarta jornada del torneo de rugby Seis Naciones 2009

### 5.ª Jornada
| 21 de marzo de 2009, 13:15 GMT | Italia | 8-50 | Francia | Stadio Flaminio, Roma,    |  |
|                                |        |      |         | Árbitro(s): Alain Rolland |  |

| 21 de marzo de 2009, 15:30 GMT | Inglaterra | 26-12 | Escocia | Twickenham, Londres,   |  |
|                                |            |       |         | Árbitro(s): Joël Jutge |  |

| 21 de marzo de 2009, 17:30 GMT | Gales | 15-17 | Irlanda | Millennium estadio, Cardiff, |  |
|                                |       |       |         | Árbitro(s): Steve Walsh      |  |

- Artículos en Wikinoticias: Irlanda gana el torneo de rugby Seis Naciones 2009